# Stade Saint-Michel
 (juin 2010).
Si vous disposez d'ouvrages ou d'articles de référence ou si vous connaissez des sites web de qualité traitant du thème abordé ici, merci de compléter l'article en donnant les références utiles à sa vérifiabilité et en les liant à la section « Notes et références ».
Le stade Saint-Michel  est un stade de football et de rugby situé à Canet-en-Roussillon, en France.

## Description
Le stade Saint-Michel est situé dans le secteur nord-ouest du territoire communal.
Son éclairage est homologué par la Fédération française de football pour que les matchs puissent y être joués de nuit. Le terrain d'honneur est aux normes internationales régulées par la FIFA. 

## Toponymie
Le Stade Saint-Michel est situé dans un secteur de Canet-en-Roussillon correspondant en partie à l'ancien hameau de Saint-Michel, mentionné dès l'an 982 sous le nom de Sant Miquel de Forques (villa Forcas cum eccl. S. Michaelis) et qui possédait sa propre église paroissiale. Ce lieu aujourd'hui disparu dépendait du monastère de Sant Pere de Rodes.

## Utilisations
Le stade Saint-Michel est le stade principal des équipes du Canet Roussillon FC, un des principaux clubs de football du département et du club de rugby à XV, l'US Canet Sainte-Marie XV. Le stade Saint-Michel a également accueilli quelques rencontres importantes. Lors des dix dernières années, les équipes de France des moins de 20 ans et des moins de 19 ans y ont joué des rencontres amicales internationales ainsi que contre le club local. Depuis 2008, la FFF organise les phases finales des championnats nationaux des moins de 19 ans et des moins de 17 ans sur ce stade, des équipes comme l'Olympique de Marseille, l'Olympique lyonnais, les Girondins de Bordeaux, le FC Sochaux Montbéliard ou encore le FC Nantes ont pris part à ces phases finales. En mars 2008, le 2e tour qualificatif des championnats d'Europe de football féminin des moins de 17 ans est organisé par l'UEFA à Canet-en-Roussillon et à Perpignan. Le Lokomotiv Moscou y dispute une rencontre amicale contre le Perpignan Canet FC en janvier 2005 (2-2). Le 19 juillet 2006, la mairie de Canet-en-Roussillon, en association avec l'Olympique de Marseille, organise un match de gala entre ce dernier et le Toulouse Football Club. La semaine suivante, les Dragons Catalans disputent aussi un match sur ce même terrain comptant pour la Super League de rugby à XIII. L'USA Perpignanais, club de rugby à XV de Perpignan, y a déjà joué des matchs et s'en sert occasionnellement comme terrain d'entraînement.